# Tumor carcinoide
El tumor carcinoide es un tipo de cáncer que deriva de las células del sistema endocrino difuso y pertenece a la familia de los tumores neurosecretores. Se localiza principalmente en el tracto gastrointestinal.

## Epidemiología
Es un tumor poco frecuente con una incidencia de 1 por cada 100.000 habitantes, aunque ha experimentado un aumento de su incidencia en las últimas décadas. Afecta a pacientes de cualquier edad, siendo más prevalente en la población comprendida entre los 40 y 49 años de edad y muy infrecuente en los niños menores de 9 años.

## Fisiopatología
Se caracteriza por la producción de serotonina, calicreína, bradicinina, histamina, prostaglandinas y taquicinina, que son las responsables de las manifestaciones clínicas, aunque no se conoce con exactitud cuál de ellas es la responsable.
Generalmente, su malignidad no es muy elevada, pero la ausencia o aparición tardía de sintomatología implica que se detecte después de una larga evolución, lo cual dificulta la terapéutica.

## Localización
El tumor carcinoide y su asociación con células pluripotenciales explican su relación con otros tumores del aparato digestivo, principalmente adenocarcinomas. Su localización primitiva más frecuente es el aparato digestivo, principalmente intestino delgado, recto y apéndice, y en segundo lugar aparece en estómago, ampolla de Vater, divertículo de Meckel, esófago y vías biliares. Otros órganos en los que puede aparecer son bronquio, ovario y testículo.
A partir de esta primera localización, se puede ver afectado el corazón, siendo posible la aparición de metástasis en corazón y pericardio. Las lesiones cardíacas están relacionadas con la serotonina, bradicinina y otros mediadores, y afectan al endocardio, especialmente del corazón derecho, así como a las válvulas tricúspide y pulmonar.

## Anatomía patológica

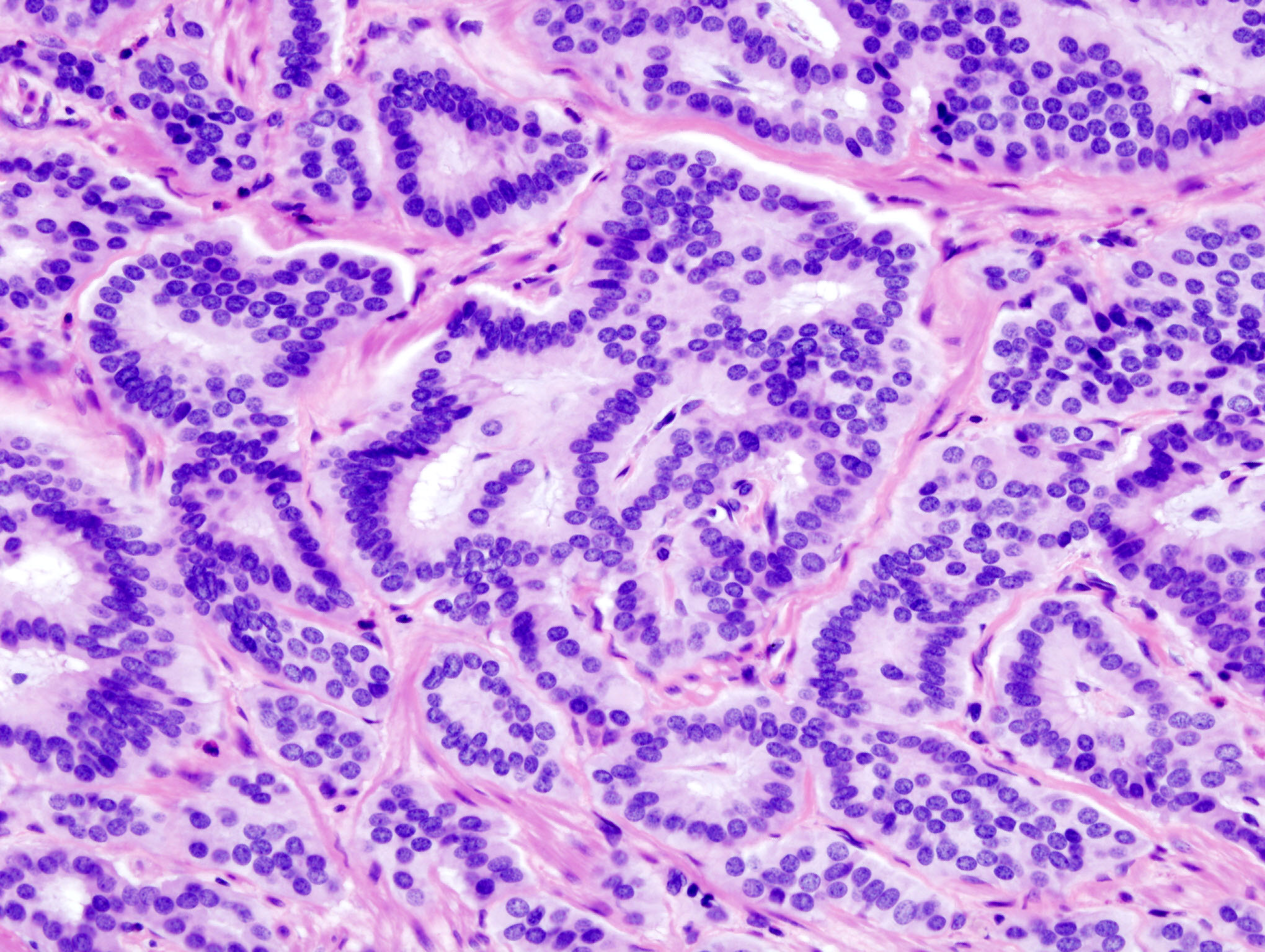
Tumor carcinoide visto a través del microscopio óptico

Histológicamente, las células del tumor carcinoide se reconocen por su capacidad de captar o reducir las sales de plata, es decir, son argirófilas o argentafines y específicamente tienen un potencial endocrino al poder secretar especialmente serotonina o 5-hidroxitriptamina (su metabolito en orina es el ácido 5-indolacético), así como 5-hidroxitriptófano, calicreínas, histamina, prostaglandinas, ACTH, insulina, MSH, catecolaminas, PTH, gonadotropinas y sustancia P.
En una visión al microscopio óptico, nos encontramos un tumor formado por células pequeñas con núcleo central, escasas mitosis y un citoplasma con gránulos; además de vasos que irrigan la tumoración. Sugiere que tiene origen en células pluripotenciales. Las células argirófilas presentan positividad al reactivo Grimelius y Sevier-Mayer. Ultraestructuralmente, las células poseen unos gránulos secretores en su membrana. Inmunohistoquímicamente, se produce una gran variabilidad pero, en general, presentan una reacción positiva a la queratina, serotonina, enolasa neuroespecífica, cromogranín A y B, secretoneurina, sinaptofisina, Leu-7 y neurofilamentos. Además, se han detectado hormonas peptídicas del tipo de la somatostatina, bombesina, péptido relajador de la gastrina, péptido relajador de la hormona del crecimiento, gastrina, polipéptido pancreático, VIP y calcitonina; excepcionalmente se ha observado también melanina.
Una variante del carcinoide es el carcinoide oncocítico cuyas células tienen un citoplasma granular acidófilo muy abundante.

## Diagnóstico
El diagnóstico del tumor carcinoide se basa en la capacidad del tumor para sintetizar diversos péptidos hormonales, es decir, se realiza un diagnóstico funcional. También se puede realizar el diagnóstico sobre la base de la localización de receptores de somatostatina en la superficie tumoral. Estos receptores pueden detectarse por gammagrafía marcada con octreótido; realizando de esta manera un diagnóstico de localización.
Otra técnica útil para el diagnóstico es la tomografía por emisión de positrones (PET).

## Tratamiento
Cuando la clínica es grave y pone en riesgo la vida del paciente, se plantea como tratamiento la cirugía.
La cirugía es el principal tratamiento empleado en casos de tumor carcinoide, sin embargo, en determinados casos la única opción posible es el tratamiento paliativo debido a la imposibilidad de resecabilidad u operabilidad. La supervivencia postquirúrgica está entre 6 y 11 años. La mortalidad operatoria oscila alrededor del 10% debido principalmente a sangrado postoperatorio.
La elaboración de análogos de somatostatina, principalmente lantreótido y octreótido, ha producido modificaciones en el tratamiento de esta enfermedad. 
La utilización de radiofármacos que se unen a los receptores de somatostatina está en fase de ensayo, y aunque tiene una gran perspectiva de uso en el futuro, ya se han descubierto algunos casos de insuficiencia renal grave.